# أنتوني ديفيس (لاعب كرة قدم أمريكية)
أنتوني ديفيس (بالإنجليزية: Anthony Davis) هو لاعب كرة قدم أمريكية ولاعب كرة قدم كندية أمريكي، ولد في 8 سبتمبر 1952 في هانتسفيل في الولايات المتحدة.

## وصلات خارجية
- أنتوني ديفيس على موقع مرجع كرة القدم المحترفة.كوم (الإنجليزية)
- أنتوني ديفيس على موقع IMDb (الإنجليزية)